# 陈商
陈商（?—855年），字述圣。宣州當除（今安徽當塗）人。
陈宣帝五世孙，散骑常侍陈彝之子，夫人南氏（790－811）。早年曾寫信給韓愈，內容艰深晦涩。陳商精通禮學與經學，認為《公羊》、《穀梁》的重要性高於《左傳》。元和九年（814年）進士，官谏议大夫，会昌五年（845年）擔任主考官。歷官侍郎，終官秘书监，封许昌县男。大中九年（855年）正月，卒。有集十七卷，已佚。